# Nesvizh
Niasvizh o Nésvizh (en bielorruso Нясві́ж; en ruso Не́свиж; en lituano Nesvyžius;  Nesvij; en polaco Nieśwież) es una ciudad subdistrital de Bielorrusia. Es el centro administrativo del raión de Nesvizh en la provincia de Minsk. Se encuentra allí el Castillo de Niasviž y la iglesia del Corpus Christi, que forman parte del Patrimonio Mundial de la Unesco desde 2007.
En 2023, la ciudad tenía una población de 15 907 habitantes.
Se ubica unos 40 km al este de Baránavichi.

## Historia
La primera referencia a Niasviž data del año 1223. En el siglo XV, era una pequeña ciudad que pasó a la familia principesca de los Radziwill, de la que una rama la hizo su residencia familiar hasta 1939. También se supone que fue el lugar donde se imprimió por primera vez un libro en Bielorrusia en el año 1562, poco antes de que el Gran Ducado de Lituania se uniese al Reino de Polonia.